# ディエゴ・グティエレス
ディエゴ・グティエレス（Diego Gutiérrez、1974年9月25日 - ）は、キューバ出身のシンガーソングライターである。2018年、グティエレスはアルバム『Palante el Mambo！』でラテン・グラミー賞のベスト・トロピカル・フュージョン・アルバム部門にノミネートされた。

## 幼少期
ディエゴ・グティエレスはシエゴ・デ・アビラで生まれ、幼少期と青年期をそこで過ごす。兄たちが独学でギターを習い、すぐにキューバの伝統的な歌謡曲やヌエバトロバ・ムーブメントの歌を歌うようになる。幼い頃から家で聴いていた古いレコードからキューバのカントリーミュージックやポピュラーミュージックの影響を受け、それが後に彼の作曲に影響を与えることになる。
ラス・ビージャ中央大学で英語と文学を学びながら、強力な文化運動に出会い、音楽家としてのキャリアを真剣に考えるようになり、自分の曲を作り始めた。まず、アマチュア音楽家のフェスティバルでいくつかの賞を受賞し、その後コンサートや国内ツアーを通じて聴衆の間で知られるようになった。

## 経歴
1997年、他のトルバドゥール仲間とともに、サンタクララのエル・メジュンヘに「ラ・トロブンテス」という歌と歌のサイトを設立。ここはキューバを代表する文化センターであり、ここから新しい世代のミュージシャン、シンガーソングライター、アーティストが誕生した。また、同じ年頃、彼らは皆一緒にトロヴァドゥールの全国フェスティバル「ロンギナ」を設立した。
カルロス・バレラ、ダビッド・トレンス、サンティアゴ・フェリウなどキューバの著名なシンガーソングライターとステージを共にし[4]、マヌ・チャオのキューバツアーの一環として、ラ・トロヴンティヴィティスとともに招待されたコンサートにも参加している。
2006年、初のスタジオアルバム「De cero」を録音し、3つのノミネートと2つのCubadisco Awardsを受賞した。
2001年アルジェと2005年カラカスで開催された世界青年・学生フェスティバルに招待ミュージシャンとして参加。2009年にはバルセロナで開催された国際シンガーソングライターフェスティバル「Barnasants」に招待され、その後セビリア、バレンシア、マドリッドで一連のコンサートを行う。
Palante el Mambo！」と題した2枚目のスタジオ・アルバムでは、Cubadisco Awardを受賞し、2018年のラテン・グラミー賞にもノミネートされた。
2019年、"Piloto automático " と題した3枚目のスタジオ・リリースを開始。
ヴィラ・クララ出身の様々な作家の詩を音楽にする仕事を長年続けてきた結果、2021年にディエゴ・グティエレスはより新しいアルバム『Viaje al Centro de la Tierra』をリリースした。
グティエレスは、ツアー、フェスティバル、コンサートの一環として、アメリカ、スペイン、イギリス、アルゼンチン、スイス、メキシコ、ベネズエラ、キプロス、アルジェリア、ボリビアに作品を持ち込んでいる。
また、ラテン・アカデミー・オブ・レコーディング・アーツ＆サイエンスのメンバーでもある。

## ディスコグラフィー

### スタジオ・アルバム
2006年: デ・セロ
2018年: パランテ・エル・マンボ！（Palante el Mambo!)
2019年：ピロト・オートマティコ（Piloto automático).
2021年: ビアジェ・アル・セントロ・デ・ラ・ティエラ (Viaje al Centro de la Tierra)。

### ライブ・アルバム
2008年: デマシアド・ディエゴ(Demasiado Diego)。 ラ・ハバナ、セントロ・パブロ・デ・ラ・トリエンテ・ブラウでのライブ録音。

## 様々なアーティストのアルバムやアンソロジー
2001年: Trovanónima.cu.
2003年: Acabo de soñar. ホセ・マルティの詩を若いキューバのトルバドゥールが歌った。
2005年: A guitarra limpia ー4（共同制作）
2006年: Te doy una canción. Vol.1. シルビオ・ロドリゲスへのトリビュート
2007年: Decimas del gato Simón。ホセフィーナ・デ・ディエゴの詩。
2009年: Del verso a la canción. 様々なアーティスト。
2018年: La Trovuntivitis。
2022年：La Nueva Trova y más. 50 años. Vol.9[13]を掲載。